# Moody (cràter)
Moody és un cràter d'impacte en el planeta Mercuri de 83 km de diàmetre. Porta el nom de l'escultor i pintor jamaicà Ronald Moody (1900-1984), i el seu nom va ser aprovat per la Unió Astronòmica Internacional el 2008.
Moody disposa d'un pic central o estructura de pic anul·lar i un anell de material fosc en el seu sòl exterior. L'àrea interior de l'anell fosc apareix en les imatges WAC de color millorada en vermellós, el que indica la presència de material de composició diferent a la del material fosc de la de qualsevol de l'entorn immediat del cràter. El material fosc s'ha trobat associat amb altres cràters a Mercuri, incloent Munch i Poe. Moody és una cosa inusual per tenir el seu anell fosc confinat dins del cràter, en lloc de formar la vora del cràter com en el del Munch i el Poe